# The Bourne Legacy
The Bourne Legacy és una pel·lícula d'acció nord-americana de 2012 dirigida i coescrita per Tony Gilroy i produïda per Frank Marshall. És el quart lliurament de la sèrie de pel·lícules sobre Bourne. És la quarta entrega de la sèrie de pel·lícules de Jason Bourne. Va anar precedida per The Bourne Identity (2002), The Bourne Supremacy (2004), The Bourne Ultimatum (2007), i la seguiria Jason Bourne (2016). En les altres quatre Mat Damon és Jason Bourne i, en aquesta, es parla d'ell però no apareix.

## Argument
La CIA va perdre la pista de Jason Bourne a Moscou fa sis setmanes. Mentrestant, Aaron Cross (Jeremy Renner) és un agent del govern assignat a l'Operació Outcome, un programa Operació negra del Departament de Defensa que usa píndoles experimentals conegudes com a "Químics" per millorar les capacitats físiques i mentals dels seus usuaris. Aaron és assignat a Alaska per a un exercici d'entrenament, en el qual ha de sobreviure a condicions climàtiques extremes i travessar terreny accidentat amb la finalitat d'arribar a una remota cabanya. La cabanya és operada per un exiliat d'Operació Outcome, el número Tres (Oscar Isaac), qui informa a Aaron que ha millorat el rècord de la missió en dos dies.
El reporter Simon Ross (Paddy Considine) de The Guardian, qui ha estat investigant els programes de la CIA, Treadstone i Blackbriar, és assassinat a l'Estació Waterloo a Londres. Quan l'adaptació il·legal dels programes queda a la llum pública per Bourne, l'FBI i el Comitè Selecte del Senat sobre Intel·ligència investiguen al director de la CIA Ezra Kramer (Scott Glenn), la directora adjunta Pamela Landy (Joan Allen), el supervisor de Blackbriar Noah Vosen (David Strathairn) i el director mèdic de Treadstone Dr. Albert Hirsch (Albert Finney).
Després del caos a Nova York i la fuita de Jason, Kramer sol·licita ajuda a Mark Turso (Stacy Keach), un almirall retirat de la Marina dels Estats Units que dirigeix el Grup de Recerca Nacional d'Assaig (NRAG). Turso informa a Eric Byer (Edward Norton), un coronel retirat de la Força Aèria, sobre la recerca i el desenvolupament de diversos programes de millora clandestins utilitzats per la CIA i Defensa de NRAG. Byer descobreix un vídeo potencialment escandalós en Internet que mostra la socialització de Hirsch amb el Dr. Dan Hillcott (Neil Brooks Cunningham), el director mèdic de Outcome. Ell veu el sacrifici com a acceptable amb la finalitat de protegir la propera generació de programes "Beta" de la NRAG.

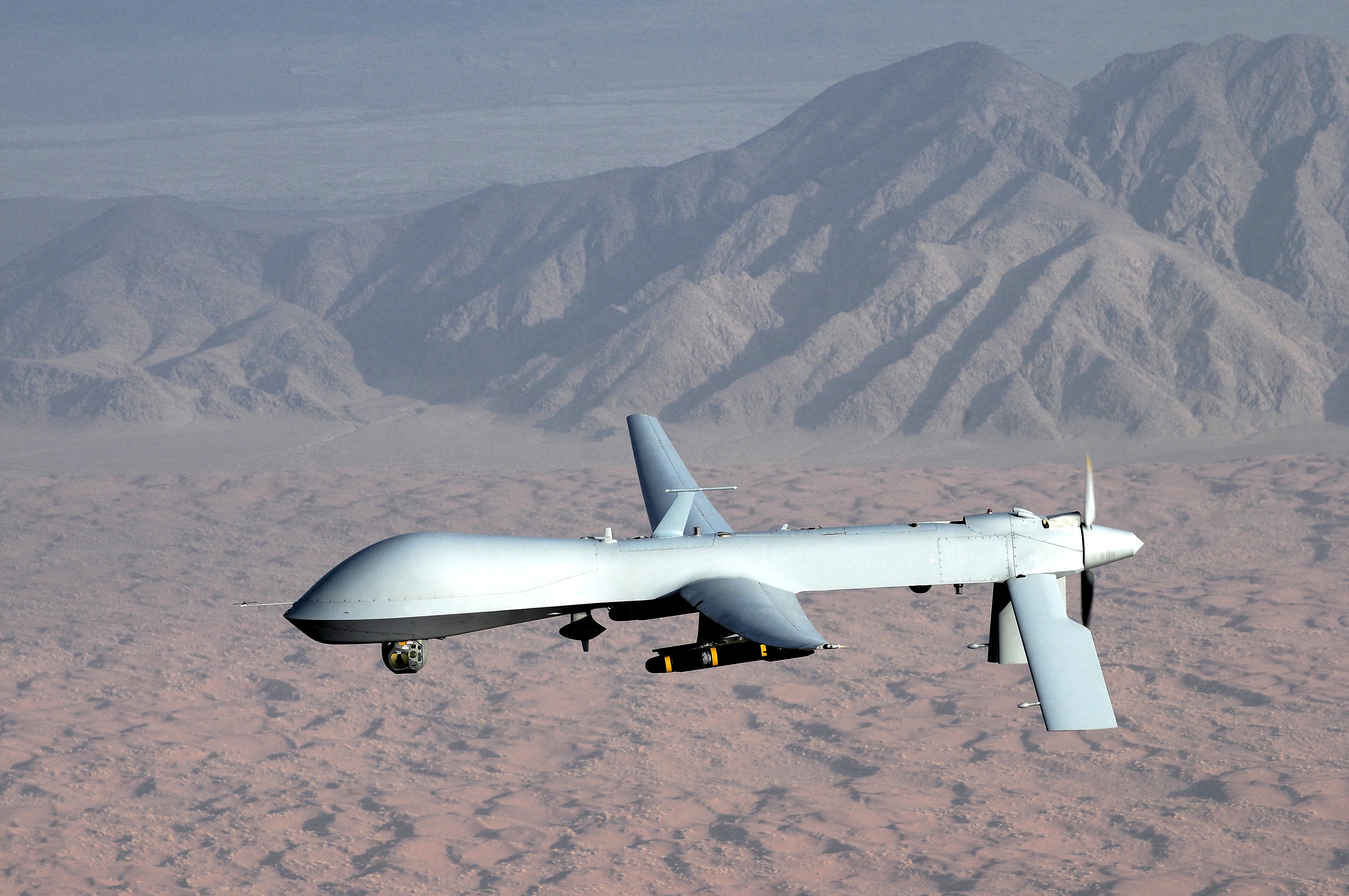
Predator, un vehículo aéreo no tripulado como el que aparece en la película

Byer desplega un Avió no tripulat per eliminar els agents de Outcome número Tres i Cinc (Aaron) a Alaska. Aaron escolta el motor de l'avió no tripulat, Outcome 3 decideix que han de separar-se, Aaron surt uns moments abans que un míssil destrueix la cabanya amb el nombre Tres a l'interior. Aaron elimina la identificació per radiofreqüència que li va ser implantada a la cuixa i la dona a un llop, el qual rep el míssil que moments abans havia llançat un avió no tripulat, d'aquesta manera enganya a Byer que el creu mort. Mentrestant Hirsch mor d'un aparent atac al cor abans que pugui declarar davant el Senat. El Dr. Donald Foite (Zeljko Ivanek), un investigador en un laboratori de biogenètica, assassina als seus companys de nivell superior empleats per Outcome. Quan els guàrdies de seguretat entren en el seu laboratori i en repetides ocasions li disparen, sembla que no sent el dolor dels trets. Però Foite gira la seva arma contra si mateix, deixant a la bioquímica, Marta Shearing (Rachel Weisz), com l'única supervivent. Mentrestant, altres agents de Outcome són eliminats quan els seus manipuladors els donen píndoles enverinades.
Posteriorment, quatre assassins d'elit "D-Track" embosquen a Marta a la seva casa de camp. Ella es reafirma en la creença que a Foite li van rentar el cervell, convertint-ho en un assassí insensible; li volen administrarr unes amb píndoles blaves per fingir el seu suïcidi, però arriba Aaron i ho evita. Ell l'estava buscant per ser el vincle amb les píndoles que li des etllen capacitats superiors, i per evitar els símptomes d'abstinència. En parlar sobre el tema Marta li revela que va ser modificat genèticament per retenir els beneficis físics sense necessitat de més píndoles verdes. No obstant això encara requereix dosis regulars de píndoles blaves per mantenir la seva intel·ligència, però se li està acabant. Aaron li confessa que ell és el soldat de primera classe Kenneth J. Kitsom (suposadament mort per una bomba en la guerra de l'Iraq) i que el seu reclutador va afegir 12 punts al seu coeficient intel·lectual, la qual cosa li permetia complir els requisits per entrar a l'exèrcit. Sense la seva intel·ligència millorada, Aaron creu que no tindran cap oportunitat de supervivència. Aaron i Marta viatgen a Manila, on fabriquen les píndoles, per tractar d'infectar-ho amb un altre virus que elimini la seva dependència a les píndoles blaves.
Aaron i Marta s'obren camí a la fàbrica química. Marta injecta a Aaron el virus viu que li permetrà retenir la seva intel·ligència millorada i eliminar la dependència a les píndoles. Byer alerta a la seguretat de la fàbrica, però Aaron i Marta eviten la seva captura. Byer li dona ordres a LARX-03, un super soldat producte d'un altre programa "Beta", el qual tenia tots els beneficis de Tredstone i Outcome però sense els seus desavantatges, per localitzar-los i matar-los. Aaron es recupera dels símptomes semblants a la grip, i valora el seu entrenament a Outcome. Quan la policia envolta el seu refugi, Marta que havia sortit a comprar medicaments adverteix a Aaron, la qual cosa ocasiona que la persegueixi la policia i es veu acorralada per dos agents de policia en un estret carreró. Després de fugir a través de les teulades Aaron la rescata i roba una moto, marxant a través de la ciutat i sent perseguits per la policia i LARX-03. Després d'una persecució perllongada a través dels carrers i places des de Manila a Mariquina, perden a la policia, però no a LARX-03. Aarón rep un impacte en la cama però aconsegueix ferir tres vegades a LARX-03 ocasionant que s'estavelli contra una tenda, però LARX-03 s'aixeca i continua amb la persecució malgrat les seves ferides, probablement a causa de la supressió de dolor que se li va induir químicament. Aaron comença a perdre la consciència a causa de la perduda de sang, LARX-03 aconsegueix atrapar-los però mor quan Marta fa que la seva motocicleta xoqui contra un pilar. Marta convenç a un barquer filipí perquè els ajudi a escapar pel mar. Navegant lluny, mentre que a Nova York, Vosen li explica al Senat que Landy va cometre traïció per intentar vendre secrets de Treadstone a la premsa i, així, ajudar a Jason, l'única raó per la qual Blackbriar existia.

## Repartiment
- Jeremy Renner com Aaron Cross.
- Rachel Weisz com Marta Shearing.
- Edward Norton com Eric Byer.
- Joan Allen com Pamela Landy.
- David Strathairn com Noah Vosen, el exdirector d'Operació Blackbriar.
- Albert Finney com el Dr. Albert Hirsch, el metge responsable de la creació de Treadstone.
- Scott Glenn com Ezra Kramer, Director de l'Agència Central d'Intel·ligència.
- Louis Ozawa Changchien com LARX-03.
- Oscar Isaac com Outcome 3.
- Donna Murphy com Dita Mandy.
- Stacy Keach com Mark Turso.
- Željko Ivanek com el Dr. Donald Foite.
- Corey Stoll com Zev Vendel.
- David Asmar com Evan Pines.

## Banda sonora
Banda sonora de The Bourne Legacy:
| Núm.          | Títol                | Artista             | Durada |
| ------------- | -------------------- | ------------------- | ------ |
| 1.            | «Legacy»             | James Newton Howard | 2:40   |
| 2.            | «Drone»              | James Newton Howard | 4:15   |
| 3.            | «NRAG»               | James Newton Howard | 0:59   |
| 4.            | «You Fell in Love»   | James Newton Howard | 1:42   |
| 5.            | «Program Shutdown»   | James Newton Howard | 3:00   |
| 6.            | «Over the Mountain»  | James Newton Howard | 0:51   |
| 7.            | «High Powered Rifle» | James Newton Howard | 2:50   |
| 8.            | «They're All Dead»   | James Newton Howard | 2:48   |
| 9.            | «Manila Lab»         | James Newton Howard | 2:40   |
| 10.           | «Wolves/Sic Ric»     | James Newton Howard | 2:19   |
| 11.           | «Doctor of What?»    | James Newton Howard | 4:28   |
| 12.           | «Aaron in Chicago»   | James Newton Howard | 1:32   |
| 13.           | «Wolf Attack»        | James Newton Howard | 2:57   |
| 14.           | «Chem Talk»          | James Newton Howard | 1:35   |
| 15.           | «Flight 167»         | James Newton Howard | 3:30   |
| 16.           | «Aaron Run!»         | James Newton Howard | 1:08   |
| 17.           | «You Belong Here»    | James Newton Howard | 1:17   |
| 18.           | «Cognitive Degrade»  | James Newton Howard | 2:49   |
| 19.           | «17 Hour Head Start» | James Newton Howard | 3:51   |
| 20.           | «Viralled Out»       | James Newton Howard | 0:58   |
| 21.           | «You're Doing Fine»  | James Newton Howard | 1:18   |
| 22.           | «Simon Ross»         | James Newton Howard | 1:37   |
| 23.           | «LARX Tarmac»        | James Newton Howard | 1:45   |
| 24.           | «Magsaysay Suite»    | James Newton Howard | 3:04   |
| 25.           | «Aftermath»          | James Newton Howard | 2:49   |
| 26.           | «Extreme Ways»       | Moby                | 4:51   |
| Durada total: | Durada total:        | Durada total:       | 63:33  |

## Crítiques
The Bourne Legacy va rebre crítiques variades per part dels crítics. En Rotten Tomatoes, la pel·lícula obté una qualificació de 55, basat en 215 comentaris, amb una qualificació faig una mitjana de 5.8/10. El Consens Crític diu: "No és tan convincent com la trilogia anterior, però prova que la franquícia encara té històries que explicar, i es beneficia del gran magnetisme de Jeremy Renner com a protagonista. En Metacritic la pel·lícula va rebre una puntuació de 61/100, basada en 42 crítiques, que indiquen bones crítiques en general.
Lisa Schcarzbaum de Entertainment Weekly li va donar al film una A-, comentant que «Gilroy, qui li va donar forma a la saga com a escriptor des del començament, canvia el ritme frenètic establert en les passades dues pel·lícules de Paul Greengrass per una mica més realista i amb els peus a la terra. Aquest canvi és refrescant, el llegat de Jason Bourne està en bones mans.»
Peter Debruge de Variety va escriure que «La combinació entre l'elegant fotografia de Robert Elswit i l'edició del germà de Tony Gilroy, John, fan que el film sigui més fàcil de digerir que l'estil de Greengrass, molt mogut i amb estètica documental, però el guió embullat assegura que l'audiència quedi aclaparada»
Michael Atkinson de The Village Voice va escriure una ressenya negativa: «Les pel·lícules de Bourne s'han quedat massa temps, han desgastat als llibres de Ludlum i han sofert igual que Van Halin, un canvi abrupte de protagonista que ha provocat un desmillorament de personalitat.»

## Recaptació
En la seva setmana d'estrena, la pel·lícula va guanyar $38 milions de dòlars en EUA i Canadà, va debutar com #1 en les cartelleres i va sobrepassar l'expectativa de $35 milions que tenia l'estudi Universal. En el primer cap de setmana va aconseguir els $46,6 milions de dòlars a tot el món. El film va vendre aproximadament 400.000 entrades més que el primer film de la franquícia, The Bourne Identity. En total va recaptar US$113.203.870 a Amèrica del Nord i US$162.940.880 a la resta del món, amb a un total de US$276.144.750.